# Chérif Touré Mamam
Chérif Touré Mamam (Mango, Togo, 13 de enero de 1978) es un exfutbolista de Togo que jugaba en la posición de centrocampista. Es hermano del también futbolista Souleymane Mamam.

## Carrera

### Club
| Periodo   | Club                    |
| --------- | ----------------------- |
| 1996–1998 | Eintracht Frankfurt     |
| 1998–1999 | Olympique Marseille     |
| 1999–2000 | Al-Jazeera Club         |
| 2000      | Al-Nasr SC              |
| 2001      | Hannover 96             |
| 2001–2005 | Livingston FC           |
| 2005-2006 | FC Metz                 |
| 2006-2007 | FC Rapid București      |
| 2007-2008 | Al-Jazeera Club         |
| 2008-2011 | MC Alger                |
| 2009      | → Al-Oruba Sur (cedido) |

### Selección nacional
Jugó para Togo en 74 ocasiones de 1998 a 2009 y anotó siete goles; participó en la Copa Mundial de Fútbol de 2006 y en tres ediciones de la Copa Africana de Naciones.

## Logros
- Campeonato Nacional de Argelia (1): 2009/10
- 2. Bundesliga (1): 1997/98
- Copa de Clubes Campeones del Golfo (1): 2007
- Copa de Rumania (1): 2006/07